# Kazuhiko Torishima
Kazuhiko Torishima (鳥嶋 和彦, Torishima Kazuhiko, né le 19 octobre 1952) est un cadre japonais de l'édition et un ancien rédacteur en chef de manga. Il est principalement reconnu pour son influence significative dans l'industrie du manga et pour son rôle dans le développement de stratégies commerciales innovantes. Actuellement, il occupe le poste d'administrateur indépendant chez Bushiroad, une entreprise japonaise spécialisée dans les cartes à collectionner et les médias. Il a commencé sa carrière chez Shūeisha en 1976, où il a gravi les échelons pour devenir directeur général senior et a également servi comme directeur chez Shogakukan-Shūeisha Productions (en).
Torishima est souvent considéré comme l'une des figures les plus influentes dans l'histoire du manga (en), notamment pour avoir découvert et développé des talents majeurs. Dès le début des années 1980, il a joué un rôle crucial dans la carrière d'Akira Toriyama, l'auteur de Dr Slump et Dragon Ball. Il est particulièrement célèbre pour son travail en tant que rédacteur en chef du magazine de manga Weekly Shōnen Jump de 1996 à 2001. Pendant cette période, le magazine a lancé des séries devenues emblématiques, telles que One Piece, Hunter × Hunter, ou encore Naruto. Son approche éditoriale et sa vision stratégique ont grandement contribué à façonner le paysage du manga moderne.
En 2015, Torishima rejoint Hakusensha, où il assume d'abord le rôle de président, puis de directeur général délégué, avant de devenir conseiller. À la fin de 2022, il commence à travailler pour Bushiroad, apportant son expertise et son expérience à cette entreprise. En reconnaissance de ses contributions exceptionnelles à l'industrie du manga, Torishima a reçu un prix spécial pour ses réalisations lors du Japan Media Arts Festival en 2022.

## Jeunesse et formation
Kazuhiko Torishima naît dans la petite commune d'Ojiya dans la préfecture de Niigata le 19 octobre 1952,. Il décrit sa mère comme très positive, mais dit ne pas avoir de bonnes relations avec son père. Il parle à plusieurs reprises de son aversion pour sa ville natale, qu'il décrit comme un endroit « étouffant » où rien ne change, et de ses habitants, qu'il trouve « incroyablement compliqués » à fréquenter. Comme ils n'ont rien en commun pour discuter, il n'a pas d'amis et passe sa jeunesse seul à lire des livres ; « quand vous n'avez pas les moyens financiers d'échapper à ce genre de communauté, votre seule option est de lire beaucoup de livres. Car ils vous permettent de vous évader dans un monde différent. Donc, lire beaucoup m'a aidé à survivre, ». Alors qu'il est encore à l'école primaire, il lit beaucoup de Confucius, Friedrich Nietzsche et Blaise Pascal,. Au collège, il essaie de lire un livre par jour en allant dans plusieurs bibliothèques chaque jour, lisant tout ce qui attire son intérêt. Lorsqu'il en a assez des philosophes écrivant des choses différentes et contradictoires, il se tourne vers les romans érotiques comme Histoire de l'œil et Histoire d'O,. Comme il ne peut pas entrer à l'université, il déménage à Tokyo pour entrer dans une école préparatoire, où il se sent soulagé d'avoir trouvé des gens plus intelligents que lui et qui partagent ses intérêts. Il entre ensuite à l'université Keiō, qu'il choisit parce que ses frais de scolarité sont peu élevés, contre les souhaits de son père car il pense que ce serait le meilleur moyen d'atteindre l'indépendance financière,. Bien qu'il veuille se spécialiser en littérature française, il choisit le droit pour avoir plus de chance de trouver un emploi et parce que ses parents refusent de payer les frais de scolarité pour autre chose. Il déclarera plus tard que les personnes qu'il a rencontré à Keiō sont restées ses amis toute sa vie.

## Carrière

### Éditeur de manga (1976-1992)
En tant que bibliophile, Torishima croit que les seules perspectives de carrière qu'il a sont soit écrivain, soit éditeur. Il choisit cette dernière option car il considère qu'il lui manque presque toutes les compétences nécessaires pour être écrivain,. Il souhaite travailler chez Bungeishunjū, mais elle fait partie des nombreuses maisons d'édition qui n'embauchent pas en raison de la récession due à la crise pétrolière de 1973,. Il prétend avoir postulé à 48 entreprises dans divers secteurs et n'avoir eu de réponse que de deux d'entre elles, une compagnie d'assurance-vie de niveau intermédiaire et Shūeisha. Il rejoint cette dernière en 1976, l'année où il obtient son diplôme,. Il souhaite travailler sur Monthly Playboy (en) en raison de leurs nouvelles et novellas de haute qualité écrites par des auteurs célèbres, tant nationaux qu'étrangers. Cependant, il est affecté en tant qu'éditeur au Weekly Shōnen Jump, bien qu'il n'ait jamais vraiment eu de contact avec le manga jusqu'à ce que Shūeisha lui envoie leurs produits pour référence,. Il dit avoir envisagé de démissionner après seulement une semaine. Torishima est mis en charge de Buronson et de Doberman Deka (en) de Shinji Hiramatsu. Après que cette série soit passée d'environ la dix-septième place dans les classements des lecteurs à la troisième place et après avoir étudié les archives de Shōgakukan pour se familiariser avec les classiques du manga, il commence enfin à s'intéresser à son travail. Préférant les shōjo tels que Kaze to ki no uta et Pō no ichizoku, Torishima trouve que les mangas du Jump de l'époque « n'ont ni intelligence ni profondeur » et décide d'aider à promouvoir des mangas qu'il trouve intéressants pour qu'ils soient bien classés auprès des lecteurs. Il étudie également le premier chapitre de Ore wa Teppei (en) case par case, ainsi que la mise en page et les angles dans chacune d'elles, car il trouve que c'est le manga le plus facile à lire et essaie d'impartir cette structure de base à ses artistes.

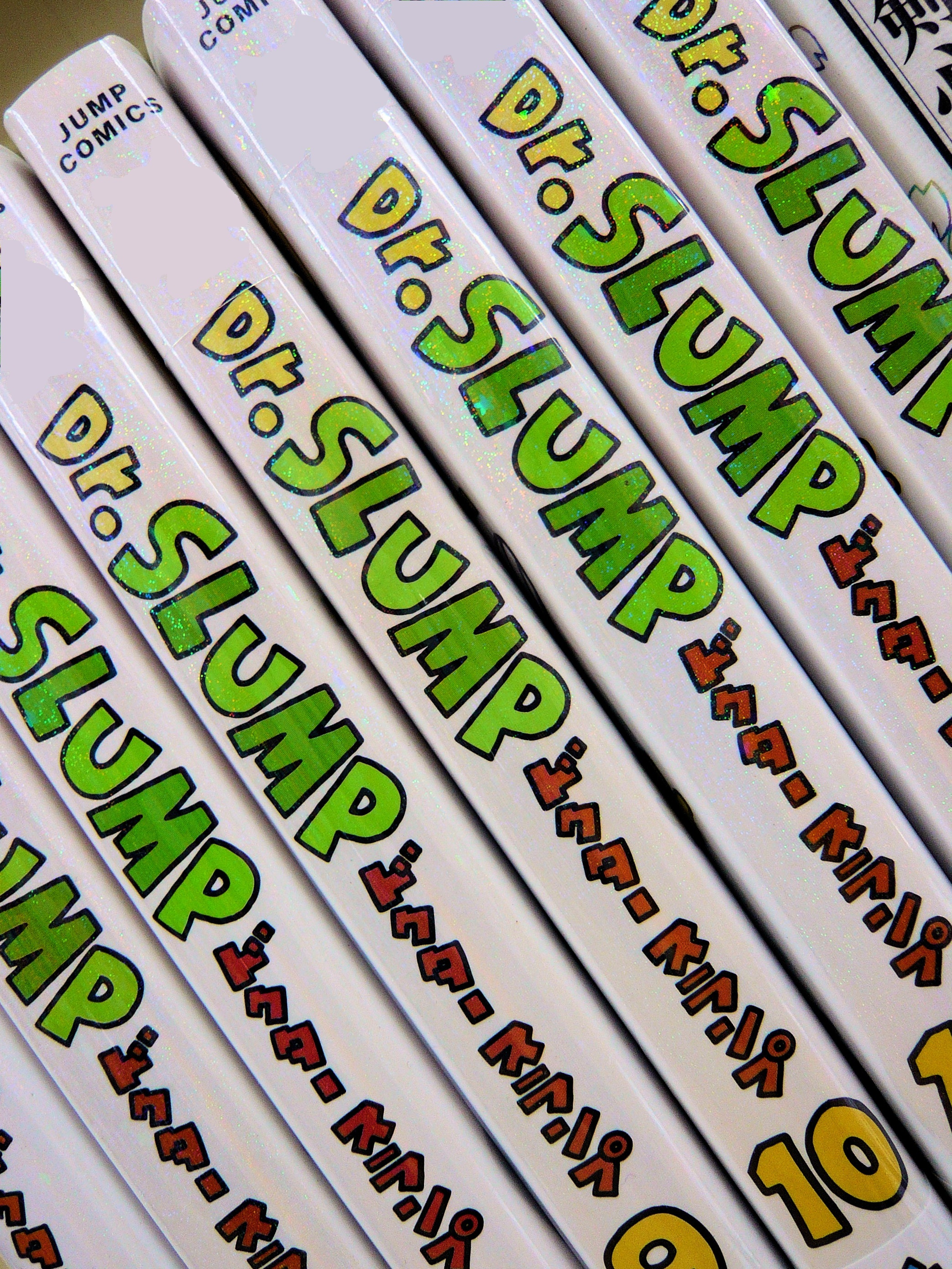
Édition Kanzenban de Dr Slump, publiée par Shūeisha

Torishima est surtout connu pour avoir été l'éditeur d'Akira Toriyama tout au long de Dr Slump (1980-1984) et pour la première moitié de Dragon Ball (1984-1995). Les deux commencent à travailler ensemble après que Torishima ait lu une œuvre que Toriyama a soumise pour le Prix des Nouveaux Talents du Weekly Shōnen Jump. Il la trouve belle et drôle, mais elle n'est pas éligible pour concourir car c'est une parodie, alors Torishima envoie à l'artiste un télégramme et l'encourage à continuer à dessiner et à lui envoyer des mangas. Cela aboutit à L'Île merveilleuse, qui devient la première œuvre publiée de Toriyama lorsqu'elle paraît dans le Weekly Shōnen Jump en 1978. Cependant, il faut 18 mois, vu que Torishima rejette 500 pages de travail, avant que Toriyama ne commence son premier travail en série sur Dr Slump. C'est un succès immédiat, se classant deuxième dans les classements des lecteurs. Malgré son succès de vente régulière d'un million d'exemplaires et ayant une adaptation en anime sur le point de débuter, Toriyama veut mettre fin au manga après seulement six mois. Le rédacteur en chef du magazine leur dit que s'ils peuvent trouver quelque chose de plus intéressant et de plus réussi, alors ils peuvent mettre fin à Dr Slump. Les deux travaillent sur de nombreux one-shots jusqu'à ce que Torishima suggère à Toriyama de faire un manga basé sur les films de kung fu qu'il apprécie tant. Cela devient Dragon Boy, qui est très bien reçu et se développe en série  avec Dragon Ball qui commence comme un manga d'aventure et d'humour mais se transforme plus tard en une série de combat d'arts martiaux, considérée par beaucoup comme le « manga shōnen le plus influent ». C'est l'une des principales raisons pour lesquelles les ventes du Weekly Shōnen Jump atteignent un record de 6,53 millions d'exemplaires (1995), et il deviendra le deuxième manga le plus vendu de tous les temps pour la Shūeisha.
Ryuji Kayama de Bunshun Online (en) et Taro Kawashima de AERA dot. écrivent tous deux que la méthode de production media mix (メディアミックス鳥嶋 和彦, mediamikkusu) désormais courante a été déclenchée par le succès de l'adaptation en anime de Dr Slump,. Cependant, Torishima trouve que l'anime n'est pas réussi car il s'éloigne grandement du manga original. Il croit que la raison de son insuffisance est due au fait que personne au Weekly Shōnen Jump ne sait comment gérer une adaptation en anime basée sur l'un de leurs mangas car c'était « la première vraie fois » que cela se faisait. Il trouve également que beaucoup de produits dérivés « horribles » sortent sur le marché avec le marque Dr Slump sans consultation préalable. Par conséquent, il décide d'étudier les aspects créatifs et commerciaux de la création d'anime. Cela inclut de parler à l'équipe de Doraemon chez Shōgakukan. Lorsque vient le temps d'adapter Dragon Ball, lui et l'équipe du Jump écrivent une énorme « bible » pour la série avant même que la production de l'anime ne commence, et ils s'impliquent beaucoup plus. Les produits dérivés ne peuvent pas sortir sans son approbation, un système est créé pour limiter le nombre de produits par saison afin de ne pas saturer le marché, et ces produits sont d'abord présentés dans le Jump. Lorsque Torishima sent que les audiences de l'anime Dragon Ball déclinent progressivement, il va jusqu'à demander au studio de changer de producteur car celui-ci associe une image « mignonne et drôle » aux travaux de Toriyama en raison de son travail précédent sur Dr Slump, et manque le ton plus sérieux de la nouvelle œuvre. Impressionné par leur travail sur l'anime Saint Seiya, il demande à son réalisateur Kōzō Morishita et au scénariste Takao Koyama de l'aider à « relancer » Dragon Ball ; ce qui coïncide avec le début de sa deuxième adaptation en anime, Dragon Ball Z.
Torishima découvre également Masakazu Katsura et devient son éditeur sur Wingman (1983-1985) et Video Girl Ai (1989-1992),. Il cite Makoto Isshiki comme l'artiste de manga la plus difficile avec qui il a travaillé, expliquant qu'elle voulait mettre fin à Hanattare Boogie (1986) dès qu'il lui a dit qu'il avait été approuvé pour la sérialisation.

### Jeux vidéo etV Jump(1982–1996)
Torishima devient un fan de jeux vidéo vers 1977, et les préfère aux mangas. « Le manga est quelque chose que vous lisez une fois et puis c'est fini, mais les jeux ont un effet d'apprentissage. Si vous rencontrez un obstacle une fois, vous pouvez apprendre et analyser la raison de votre échec, et essayer à nouveau, et vous pouvez avancer ». Il se rend souvent dans un magasin à Shinjuku qui propose des tests de jeu sur des nouveautés avec son ami Akira Sakuma, un rédacteur qui travaille pour Seventeen (en) et que Torishima rencontre après qu'il ait demandé à interviewer Toriyama pour Weekly Playboy,. Sakuma finit par lui présenter le scénariste Yūji Horii, qui rejoint leur groupe de jeux.
En raison du manque de personnel, Torishima est nommé éditeur de la page des soumissions des lecteurs du Weekly Shōnen Jump en 1982,. Il accepte à condition que Sakuma, qui créera plus tard la série de jeux vidéo Momotarō Dentetsu, soit mis en charge de celle-ci. Ils augmentent le nombre de pages de quatre à huit, et engagent l'illustrateur Doi Takayuki (qui travaille également sur Momotarō Dentetsu),. C'est la création de la rubrique Jump Broadcasting Station (ja), qui dure jusqu'en 1995. La rubrique atteint la dixième place dans le sondage des lecteurs, surpassant la moitié des séries de manga. Torishima amène également Horii dans le giron du Jump pour écrire des articles sur les jeux vidéo,. Les collègues de Torishima sont contre le fait qu'il amène des étrangers dans l'entreprise, pour diverses raisons telles que la crainte que les résultats du sondage soient divulgués. Ainsi, ils doivent travailler dans une salle de conférence et ne sont pas autorisés à entrer dans le département éditorial. Également en 1982, le Weekly Shōnen Jump est approché par Yukinobu Chida de Enix pour sponsoriser leur Game Hobby Program Contest, qui offre un prix en argent pour les prototypes de jeux vidéo. Torishima accepte à condition que le Jump soit le sponsor exclusif du magazine, et charge Horii de couvrir l'événement. Horii participe également secrètement au concours et remporte une mention honorable.
Lorsque son manager lui demande de comprendre pourquoi le CoroCoro Comic de Shōgakukan se porte si bien, Torishima détermine que c'est à cause des pages scellées qu'il faut ouvrir pour révéler des triches et des astuces pour les jeux vidéo. Ainsi, le Jump commence à faire de même avec Horii et commence également à noter les jeux, une nouveauté à l'époque,. C'est la naissance de Famicom Shinken (ja), la section de jeux vidéo publiée de manière irrégulière du Weekly Shōnen Jump de 1985 à 1988. Son titre est dérivé de la console de jeux vidéo Family Computer, qui est abrégé en Famicom, et de Hokuto Shinken, un art martial du manga Hokuto no Ken du Jump. Horii a l'idée d'utiliser un système de notation basé sur une onomatopée célèbre du même manga,. La rubrique est un succès qui atteint la troisième place dans le sondage des lecteurs du magazine et entraîne des appels téléphoniques sans fin sur les jeux, forçant Torishima à payer Horii et Hiroshi Miyaoka uniquement pour répondre au téléphone,.
Lorsque Horii décide de s'associer avec son concurrent du concours Enix Game Hobby Program Kōichi Nakamura pour créer un jeu vidéo, Torishima est impliqué dans les premières discussions où il est déterminé qu'il s'agira d'un RPG qui combinera les meilleurs aspects de Wizardry et Ultima, dont leur groupe de jeux est fan. La rubrique jeux vidéo du Jump connaissant des difficultés face à Family Computer Magazine et Famitsu, il a l'idée de montrer à leurs lecteurs comment un jeu vidéo est développé,. Afin de justifier la présence de la rubrique dans le magazine et d'attirer plus d'audience, il décide de faire concevoir les personnages de ce nouveau jeu par Toriyama,. Comme ils développaient encore le jeu pendant que le Jump le couvrait, les développeurs ont pu y incorporer les retours des lecteurs. Torishima affirme qu'il a intentionnellement fait en sorte qu'Enix finance entièrement le jeu, gardant délibérément Shūeisha hors du processus de décision non seulement pour le bien du produit, mais aussi parce que cela aurait réduit la part des bénéfices de Toriyama,. Au lieu de cela, Shūeisha publie des guides et des stratégies pour le jeu, et se réserve l'option de créer un manga basé sur celui-ci sans avoir à payer de redevances. Le jeu vidéo résultant est Dragon Quest (1986),. Vers 1989, Torishima est promu rédacteur en chef adjoint du Weekly Shōnen Jump. En attendant la sortie de Dragon Quest IV, il commence à travailler sur Dragon Quest : La Quête de Daï avec Riku Sanjō et Kōji Inada. Torishima fait superviser le manga par Horii pour s'assurer qu'il n'est pas hors contexte à l'univers de Dragon Quest.

Logo du V Jump

Au début des années 1990, Shūeisha dirige Torishima pour créer le V Jump en tant que magazine pour enfants afin de concurrencer le CoroCoro Comic. Pensant que Shūeisha en est incapable car ils manquent de l'expérience et des connexions personnelles que Shōgakukan possède, Torishima affirme avoir délibérément choisi un thème qu'il savait impopulaire pour son troisième numéro,. Il obtient ensuite la permission de relancer le magazine avec pour nouvel objectif de contenir des mangas, et de parler d'animes et de jeux vidéo, le tout en un seul média. Torishima déclare plus tard avoir prédit que les gens pourraient accéder à tout cela en un seul endroit comme les smartphones, et vouloir « quitter le navire qui coule » que sont les magazines de manga imprimés dès que possible,. Il veut également commencer à promouvoir les jeux alors qu'ils sont encore en développement, et se rend personnellement dans les grands studios de jeux pour leur demander de publiciser les noms et les visages des créateurs individuels,. Il quitte le Weekly Shōnen Jump pour relancer le V Jump en 1992, et en devient le rédacteur en chef,. Il change également la signification du V dans son titre de « Victory », dérivé du signe V, à « Virtual ».
Torishima est approché par Hironobu Sakaguchi pour parler de Final Fantasy IV (1991) dans le Jump. Bien qu'il doive décliner et même critiquer la franchise de jeux vidéo de Sakaguchi, les deux hommes deviennent des amis de beuverie. Sakaguchi a l'idée de combiner les meilleurs aspects de Final Fantasy et Dragon Quest. Des mechas sont adaptés à un monde d'épées et de magie, et Square propose un élément de glissement temporel (en). Pensant qu'Enix gâte trop Horii en lui permettant de ne travailler que sur les suites de Dragon Quest au lieu de nouvelles œuvres qui pourraient revitaliser l'industrie du jeu, Torishima propose que Sakaguchi, Horii et Toriyama s'associent sur Chrono Trigger (1995). De manière inhabituelle, Toriyama dessine des illustrations de scènes clés en premier afin qu'elles puissent être utilisées pour la promotion, et Square crée le jeu pour qu'il leur corresponde. Torishima déclare qu'il a trompé le département éditorial du Jump concernant Chrono Trigger ; après la première publication dans le Weekly Shōnen Jump, la promotion du jeu s'est principalement faite dans le  V Jump afin de donner de l'attention au nouveau magazine.

### Rédacteur en chef et cadre dirigeant (1996-aujourd'hui)
Après trois mois de refus du poste, Torishima accepte finalement de quitter le V Jump et devient le sixième rédacteur en chef du Weekly Shōnen Jump en février 1996, période durant laquelle les ventes sont en déclin,. Il cite la fin de Dragon Ball en 1995 comme la principale raison de ce déclin rapide, expliquant que, lorsqu'une série à succès de longue date se termine, les lecteurs réguliers ont tendance à partir. « Les lecteurs savaient qu'aucun nouveau manga n'était sorti depuis plusieurs années, mais seuls le département éditorial et Shūeisha ne le savaient pas ». Il déclare plus tard qu'ils ne se souciaient que de sécuriser des profits immédiats et pensaient « bêtement » que les ventes remonteraient s'ils le ramenaient, sans se soucier de l'avenir. Le plan de Torishima est de revenir aux racines du magazine, telles que définies par son premier rédacteur en chef : de nouvelles séries par de nouveaux auteurs, travaillant ensemble avec les éditeurs pour créer, et des sondages auprès des lecteurs,. La première chose qu'il fait est d'annuler tous les plans que son prédécesseur avait fait, y compris l'abandon d'un manga basé sur une œuvre de Miyuki Miyabe,. Il licencie également tous les artistes vétérans et augmente le principe de compétition parmi les éditeurs en leur donnant plus de liberté, mais en licenciant ceux qui ne parviennent pas à produire des séries à succès. En ce qui concerne les sondages auprès des lecteurs, il explique qu'il ne s'agit pas simplement de savoir quel manga est le mieux classé, car ils ne s'appliquent qu'à un moment spécifique. Au lieu de cela, les éditeurs proposent un déroulé hypothétique de l'histoire, posent des questions et l'utilisent pour recueillir des données sur les lecteurs. Il explique également à l'entreprise qu'augmenter les royalties en faisant adapter ses mangas en anime, jeux vidéo et autres produits dérivés a plus de sens et est plus facile qu'augmenter les ventes. Sous la direction de Torishima, des séries à succès telles que Yu-Gi-Oh!, One Piece, Hunter × Hunter et Naruto sont lancées, ainsi que l'événement annuel Jump Festa,,. De plus, Prince du tennis et Hikaru no go créent des phénomènes sociaux en popularisant le tennis et le jeu de go parmi les enfants. Selon le sociologue Atsuo Nakayama, un changement dans le lectorat du Weekly Shōnen Jump se produit également en raison de nouvelles œuvres telles que Hoshin - L'Investiture des Dieux et Prince du tennis ciblant les femmes. Torishima est le rédacteur en chef du magazine jusqu'en juin 2001.
En août 2004, il devient membre du conseil d'administration de Shūeisha et est nommé directeur des opérations à temps plein. Il participe à de la création de Shogakukan-Shūeisha Productions (en) en 2008. Il devient directeur général de Shūeisha en août 2009 et est promu directeur général senior en août 2010. En décembre 2010, il prend la parole aux New Manga Creators Awards en réponse à l'adoption controversée de l'ordonnance métropolitaine de Tokyo concernant le développement sain des jeunes (en) et de son projet de loi 156 qui s'oppose à l'industrie. Il lance le défi aux nouveaux artistes de manga de « produire des mangas qui mettraient KO [le gouverneur de Tokyo] Shintarō Ishihara ». Dans une interview avec Ollie Barder de Forbes, Torishima explique son opposition. Premièrement, il n'aime pas qu'un organe politique essaie de décider de l'expression créative. Deuxièmement, parce que les restrictions ne s'appliqueraient qu'aux mangas et aux anime, il voit le projet de loi comme discriminatoire envers ces médias spécifiques tout en ignorant le contenu des films ou des romans ; notant que Ishihara était autrefois romancier lui-même.
Torishima prend sa retraite de Shūeisha en août 2015 et devient président de Hakusensha en novembre 2015. La première chose qu'il fait est de rencontrer personnellement chaque employé pendant au moins une demi-heure. Son mandat de président est fixé à deux ans et demi. Il est membre du panel de sélection des mascottes du comité d'organisation des Jeux olympiques et paralympiques d'été de 2020, qui détermine le processus de choix des mascottes. Le panel décide de permettre aux enfants de participer pour la première fois au choix de la mascotte des Jeux Olympiques. Torishima déclare : « L'esprit des enfants fonctionne différemment de celui des adultes. En tant que membre du panel, j'aime à penser que mon travail est d'aider à combler cet écart ». En novembre 2018, Torishima est promu directeur général délégué chez Hakusensha. En 2021, il commence Dokutā Mashirito Saikyō Manga Jutsu (Dr.マシリト 最強漫画術, « La technique ultime du manga du Dr Mashirito ») dans le Saikyō Jump. Il enseigne comment devenir mangaka, y compris des techniques pratiques, comment soumettre des manuscrits aux éditeurs et comment travailler avec les éditeurs. Il est compilé en un livre publié par Shūeisha le 21 juillet 2023, qui inclut des interviews avec Toriyama, Katsura et Inada. Il est publié en anglais par Viz Media le 13 mai 2025. De 2021 à 2022, Torishima est conseiller chez Hakusensha. Également en 2022, il est juge spécial des Tate Color Manga Awards de Comico. Le 31 décembre 2022, Torishima est approuvé en tant qu'administrateur indépendant chez Bushiroad,. Il co-anime le segment Yūbō & Mashirito no KosoKoso Hōsōkyoku (ゆう坊&マシリトのKosoKoso放送局) de l'émission de radio Tokyo M.A.A.D Spin sur J-Wave (en) avec Horii depuis le 31 juillet 2023. Botsu Shōnen Janpu Densetsu no Henshū-chō no Kirawareru Shigoto-jutsu (ボツ 『少年ジャンプ』伝説の編集長の“嫌われる”仕事術|, Rejeté : les techniques de travail « désagréables » du légendaire rédacteur en chef du Shōnen Jump), le livre de Torishima racontant des histoires sur des titres notables sur lesquels il a travaillé au cours de sa carrière, est publié le 22 mai 2025. Torishima est prévu pour donner trois conférences à la Japan Expo 2025 à Paris ; deux avec l'animateur Katsuyoshi Nakatsuru et une avec le mangaka Toyotarō, tous deux ayant travaillé sur la franchise Dragon Ball.

## Philosophie
Le manga consiste essentiellement à lancer une nouvelle série avec un nouvel auteur, à l'arrêter si elle ne fonctionne pas, et à répéter ce cycle aussi rapidement que possible pour chercher les graines d'un succès. C'est tout ce qu'il y a à faire.
Torishima décrit un éditeur comme ayant trois rôles principaux. Le premier est celui de « réalisateur » et fait référence à leur jugement d'un brouillon de manga ou d'un storyboard créé par un artiste. Le second est d'agir en tant que « manager » et de gérer la santé de l'artiste, de s'occuper des procédures fiscales, d'organiser les assistants et le logement, etc. Le troisième et plus important rôle, ainsi que le plus difficile, est celui de « producteur ». Parce que l'artiste s'épuisera en se concentrant uniquement sur son travail actuel, un éditeur doit s'assurer qu'il ne se fane pas en fournissant des contributions quotidiennes et en gardant un œil sur le travail à faire, développant le créateur sur une période de trois à cinq ans. Torishima déclare que les éditeurs en charge des mangas à succès sont les personnes les plus importantes dans un magazine de manga. Il qualifie l'opinion d'un rédacteur en chef sur le manga de « fondamentalement hors de propos » parce qu'ils sont motivés par la réponse des lecteurs. Donc, s'il y a une bonne réception, le rédacteur en chef ne peut pas dire non. « Les personnes qui produisent des résultats sur le terrain sont les plus importantes ». Il ajoute que si vous embauchez 10 éditeurs, seuls deux doivent être bons car l'un d'eux peut alors développer 10 auteurs. Torishima déclare que les éditeurs n'ont pas besoin d'être aimés et ne sont pas amis avec les mangakas. Ils doivent donner un avis honnête, même si celui-ci est difficile à entendre. Cependant, il dit aussi à son personnel de toujours prendre le parti de leurs artistes si l'opinion du département éditorial entre en conflit avec celle de l'auteur,.
Torishima dit qu'il ne peut s'occuper que de cinq mangakas à la fois, que ses réunions sur le manga ne durent qu'environ 30 minutes et qu'il ne lit un storyboard que deux fois ; la première fois pour tout comprendre, et la deuxième pour expliquer ce qui doit être changé. Il vise à faire en sorte que de nouveaux auteurs soient lancés en série en trois ans, de préférence entre deux et trois. Après environ six mois de réunions, il peut voir s'ils s'améliorent et à quel point il pourra bien travailler avec eux. S'il sent que ce sera trop difficile, il leur dit d'aller ailleurs. Il déclare qu'une partie importante du fait d'être éditeur est d'avoir beaucoup de conversations différentes avec les auteurs pour découvrir leurs points d'intérêt potentiels ; « Les artistes s'ouvrent vraiment et parlent quand ce n'est pas leur propre travail qu'ils dissèquent ». Il emmène donc les créateurs de manga voir des films, demande leur avis sur les mangas et les animes des autres, et prend des notes pour référence future. Il croit qu'il est préférable que les éditeurs ne lisent pas trop de manga, car un éditeur qui aime le manga imposera ses propres préférences aux artistes.
À travers les essais et les erreurs qu'il a traversés avec Toriyama menant à la création de Dr Slump, Torishima dit qu'il a involontairement développé quelque chose de similaire à une méthode de formation pour les nouveaux artistes. Il croit que le manga peut être soit facile ou difficile à lire, et que cette lisibilité est déterminée par les dispositions des cases et leurs perspectives,. Il lit un manga 50 fois, recherchant et analysant où chaque case doit aller, afin de pouvoir ensuite l'expliquer aux artistes. Il explique : « Les bulles de dialogue dans le manga peuvent contenir environ trois lignes de japonais familier de sept caractères, et celles-ci sont échangées d'avant en arrière via le dialogue entre les personnages. Le lecteur « voit » plutôt que « lit » parce que cette conversation se déroule en même temps que les images. Donc, cela doit être quelque chose qui peut être lu à une vitesse considérable ». Il dit que chaque artiste s'améliore significativement après avoir compris la structure de la page. Entre les cases, les dialogues et les images, Torishima croit que les images sont les moins importantes dans le manga. En 2022, il dit que certains mangas modernes, où l'histoire progresse à travers des dialogues entre les personnages, semblent un peu artificiels parce qu'ils ont trop de discussions.
Torishima dit que chaque nouvel artiste a quelque chose qu'il veut désespérément dépeindre, mais celles-ci finissent souvent par être des copies de séries qu'ils aiment et on ne peut pas faire un succès avec une imitation. Il explique que le seul moyen de réaliser leur originalité est par des essais et des erreurs, en écrivant et en dessinant comme Toriyama et ses 500 manuscrits ratés. « Un peu d'introspection peut mener à un grand succès ». Il croit que les mangas qui deviennent de grands succès sont ceux qui résonnent avec les enfants. « En Occident, le manga est quelque chose que les adultes donnent aux enfants, mais au Japon, c'est quelque chose que les enfants choisissent pour eux-mêmes. Et le manga que vous lisez quand vous êtes jeune reste dans votre esprit même quand vous grandissez ». Parce que les mangakas sont des adultes, Torishima dit que c'est à l'éditeur de faire le pont entre eux et les enfants. Il dit qu'il est plus facile pour les nouveaux scénaristes de créer un succès parce que leurs sensibilités sont plus proches des lecteurs. Il explique également que, bien qu'ils aient moins de capacité à composer, leurs frais de manuscrit sont moins chers par rapport aux artistes vétérans. Torishima insiste sur la création de personnages attrayants pour les nouveaux artistes et ses jeunes éditeurs, car il croit que ce qui est important n'est pas l'histoire ou le cadre, mais « qui » est le sujet du chapitre. Le niveau d'intérêt d'une personne sera complètement différent selon qui est le sujet de l'histoire. « Si c'est à propos de quelqu'un que vous aimez, même la chose la plus triviale sera une histoire importante ». En 2024, Torishima critique les éditeurs actuels du Weekly Shōnen Jump comme étant « pas bons » et leurs mangas comme « excessifs ». Il explique que les décors sont trop élaborés, et que c'est le travail des éditeurs de réduire cela, mais ils sont incapables de le faire.
Avec l'avènement de la distribution de manga numérique, Torishima dit que les magazines et les grands éditeurs sont « finis », mais que le manga lui-même a la capacité de se transformer. Le modèle économique traditionnel a été d'utiliser les magazines pour promouvoir le manga, puis de vendre le manga en tankōbon, ce qui compense les pertes financières du magazine. Il explique que les grands éditeurs sont réticents à passer à la distribution numérique car cela élimine les entreprises d'impression, les entreprises de distribution et les librairies, et ils utilisent les ventes de manga pour couvrir d'autres divisions déficitaires au lieu de les réinvestir dans l'industrie du manga. Cependant, il déclare que l'industrie de l'impression a toujours des œuvres de meilleure qualité car la plupart des mangas numériques ont le même problème que les dōjinshi ; c'est ce que l'auteur « veut » dessiner et il manque la vérification de qualité fournie par un éditeur. Torishima croit que la seule voie à suivre est que les éditeurs prennent plus de responsabilités et soient embauchés en tant qu'agents libres par les maisons d'édition, qui paieront plus à ceux qui produisent des succès et licencieront ceux qui n'en produisent pas. Un autre problème que Torishima voit avec la distribution numérique est que, bien que les titres célèbres et ceux créés par des auteurs bien connus soient faciles à trouver et se vendent bien, les nouvelles œuvres de nouveaux artistes ne se font pas remarquer. L'une des caractéristiques des magazines imprimés est que vous pouvez découvrir des choses que vous ne connaissiez pas. Il souligne également que le passage au numérique voit désormais le manga devoir rivaliser avec l'anime et les jeux vidéo pour le temps d'écran.

## Influence sur la fiction
Hotate Inaba de Denfaminico Gamer considère Torishima comme l'une des figures les plus importantes de l'histoire du manga (en). Son collègue Seinosuke Ito crédite Torishima d'avoir été un pionnier de la stratégie commerciale du media mix (メディアミックス鳥嶋 和彦, mediamikkusu). Torishima reçoit un Prix pour Réalisations spéciales au Japan Media Arts Festival 2022 pour son travail dans le manga, incluant la découverte de Toriyama et l'établissement de la méthode de production media mix désormais « indispensable ». Il affirme que lorsqu'il est devenu rédacteur adjoint au Weekly Shōnen Jump, il a créé des matériaux pédagogiques sur la manière dont les éditeurs doivent aider leurs mangakas, matériaux qui sont toujours utilisés en 2016. Bien qu'il soit parfois vu comme un éditeur qui forçait les auteurs à faire des comédies romantiques, il dit que c'est parce qu'il y avait une certaine tendance à l'époque et que c'est ce que les lecteurs voulaient.
En tant qu'éditeur novice, Torishima a été mis en charge de Doberman Deka (en), qui avait déjà été choisi pour se terminer dans quelques mois en raison de mauvais classements dans les sondages des lecteurs. Croyant que son artiste Shinji Hiramatsu était doué pour les scènes d'action mais médiocre pour dessiner des femmes, Torishima lui a donné un numéro du magazine Myojo, consacré aux acteurs et aux idoles, et lui a demandé de modeler le visage d'un nouveau personnage de policière d'après celui de l'idole la plus populaire à l'époque, Ikue Sakakibara (en). Par la suite, Doberman Deka est passé d'environ la dix-septième place dans les classements des lecteurs à la troisième, et cela a finalement intéressé Torishima à son travail.
Torishima a convaincu Toriyama de faire d'Arale le personnage principal de Dr Slump au lieu de Senbei Norimaki, ce que l'auteur reconnaît avoir mieux fonctionné. Toriyama déclare que Torishima aime la romance et que les relations entre Arale et Obotchaman, Akane et Tsukutsun, et Taro et Tsururin dans Dr Slump étaient toutes ses idées. Il déclare également qu'en commençant Dragon Ball, Torishima voulait que Sangoku et Bulma forment une relation. Baser librement Dragon Ball sur Le Voyage en Occident était l'idée de Torishima, qui a choisi le roman en grande partie parce que c'était une propriété intellectuelle libre, mais aussi parce que son cadre chinois n'était pas courant dans le manga à l'époque et le rendrait à la fois unique et différent de l'ambiance de la côte ouest des États-Unis de Dr Slump. Toriyama a créé le personnage de Cell, après que Torishima, n'étant plus son éditeur, ait été déçu par C-19 et C-20, et plus tard C-17 et C-18, en tant que méchants.
Torishima dit qu'il a été déçu lorsque Masakazu Katsura lui a dit qu'il voulait dessiner un manga de super-héros se transformant. Il explique que la science-fiction fonctionne à la télévision avec ses effets spéciaux, mais que cela ne se traduit pas visuellement dans le manga. Torishima propose donc d'en faire une histoire scolaire impliquant des filles et demande à l'artiste de rendre le personnage principal plus réaliste et familier aux lecteurs, ce qui donnera Wingman. Katsura crédite Torishima pour avoir eu des idées pour Video Girl Ai. C'est Torishima qui a apporté à Tetsuo Hara l'offre de Capcom pour créer les designs de personnages pour le jeu vidéo Saturday Night Slam Masters.
Torishima a souvent été parodié dans de nombreuses séries de manga sérialisées dans le Weekly Shōnen Jump. La plus notable étant le personnage du Dr Mashirito dans Dr Slump de Toriyama, qui sert d'antagoniste le plus important de la série et porte le même nom que l'éditeur mais avec les syllabes inversées (en japonais). Il a également inspiré d'autres personnages de manga tels que Dokuō Mashirito dans Yabure Kabure de Hiroshi Motomiya, Matoriv dans Dragon Quest : La Quête de Daï, Torishiman dans Tottemo! Luckyman (en), et Docteur Mashirito dans Soshite boku wa gedou man ni naru de Shinji Hiramatsu. Une parodie directe de Torishima apparaît dans Bakuman. de Tsugumi Ōba et Takeshi Obata. Lorsqu'on lui demande son opinion sur pourquoi il a été tant parodié, Torishima suggère que ce pourrait être parce que sa franchise et son exubérance le rendent facile à transformer en personnage, ou que certaines personnes avaient peur de se disputer avec lui au travail et utilisaient les parodies pour se venger et exprimer leur frustration.